# Wendy Turnbull
Wendy Turnbull (født 26. november 1952 i Brisbane, Australien) er en tennisspiller fra Australien. Hun var en af verdens bedste kvindelige tennisspillere i slutningen af 1970'erne og begyndelsen af 1980'erne og vandt i løbet af sin karriere ni grand slam-titler: fire i damedouble og fem i mixed double. I single var hendes bedste resultater tre finalepladser.
Hun vandt endvidere OL-bronzemedalje i damedouble i 1988 og var fem gange i Federation Cup-finalen med det australske hold.
Turnbull vandt 55 WTA-turneringer i double, heraf en WTA Tour Championships, og 11 WTA-singletitler.